# Tonglen
Praktyka Dawania i Brania (tyb. གཏོང་ལེན་, Wylie: gtong len) znana też jako medytacja serca Atishy to jedna z praktyk stosowanych w buddyzmie mahajana. Jest używana także przez adeptów innych odmian buddyzmu. Polega na pracy z głęboko zakorzenionym schematem odruchowego uciekania od doświadczania bólu i dążenia do szybkiego uzyskania przyjemności.
W założeniu tonglen pomaga rozwijać współczucie, a w konsekwencji tzw. oświeconą postawę – bodhiczittę. Efektem ubocznym jest pogłębienie życzliwego stosunku do samego siebie i wzrost wartości osobowej. Stosowanie praktyki nie sprawia, że praktykujący mniej cierpi (na względnym poziomie cierpi czasem bardziej, choć nie więcej), ale zmienia cierpienie w instrument usuwający przeszkody stojące na drodze do urzeczywistnienia natury umysłu. Praktyka tonglen powstała w Indiach i została sprowadzona do Tybetu w XI wieku.

## Technika
Techniką używaną w praktyce jest świadome oddychanie połączone z wizualizacją „wdychania cierpienia” (własnego lub obserwowanego), przekształcania go na poziomie serca w otwartość, ulgę i uspokojenie, a następnie dzielenia się tym doświadczeniem ze wszystkimi cierpiącymi z powodu konkretnego problemu istotami (podczas swobodnego wydechu). Przyjmowane cierpienie wizualizowane bywa najczęściej jako czarny dym, a dzielenie się jako promienne światło. Istnieje wiele wariantów wizualizacji. Na przykład dla osób o mocno zakorzenionych lękowych tendencjach ostatni etap może być wizualizacją dzielenia się ulgą i otwartością także z samym sobą, a w przypadku początkujących lub mających problemy z doświadczaniem wizualizacji praktykę można uzupełnić o zwielokrotnione, kosmiczne wręcz obrazy (wariant ten bywa stosowany na przykład w szkołach buddyzmu tantrycznego).
Technika może być używana w stanie medytacyjnym, ale też w postaci „natychmiastowej”, gdy zostajemy zaskoczeni przez nagły kontakt z cierpieniem.